# Corann
 (signalé en juin 2025).
Si vous disposez d'ouvrages ou d'articles de référence ou si vous connaissez des sites web de qualité traitant du thème abordé ici, merci de compléter l'article en donnant les références utiles à sa vérifiabilité et en les liant à la section « Notes et références ».
- Archive Wikiwix
- Bing
- Cairn
- DuckDuckGo
- E. Universalis
- Gallica
- Google
- G. Books
- G. News
- G. Scholar
- Persée
- Qwant
- (zh) Baidu
- (ru) Yandex
- (wd) trouver des œuvres sur Wikidata

Corann, dans la mythologie celtique irlandaise, est le druide du roi « aux Cent Bataille » Conn Cetchathach, son nom signifie « couronne ». Il apparaît notamment dans le récit Echtra Conle (les Aventures de Conle), où il doit user de toute sa magie pour affronter une Bansidh. Cette femme du Sidh, (résidence des Tuatha Dé Danann), a jeté son dévolu sur Conle, le fils du roi. Alors qu’ils se promènent sur la colline d’Uisnech, une femme magnifique s’adresse au jeune homme et lui déclare son amour, elle lui demande de la suivre dans un pays merveilleux, où règne la félicité. Le père qui a entendu les propos de la jeune femme sans la voir, demande à Corann d’intervenir et d’empêcher que son fils ne la suive. Le druide prononce des incantations qui éloignent la Bansidh ; elle part, mais offre une pomme (symbole du Savoir et de la Magie) à Conle, dont il se nourrit exclusivement pendant un mois, sans qu’elle change d’aspect. Quand elle revient, le druide est impuissant à retenir le fils du roi qui s’en va dans une barque de cristal. Ces messagères de l’Autre Monde ont une magie plus puissante que celle des druides, pour les affaires d'amour.